# Balbridie

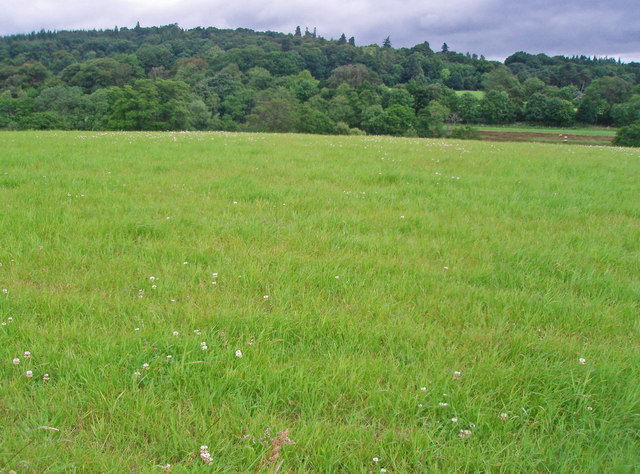
Fundort des Hauses von Balbridie

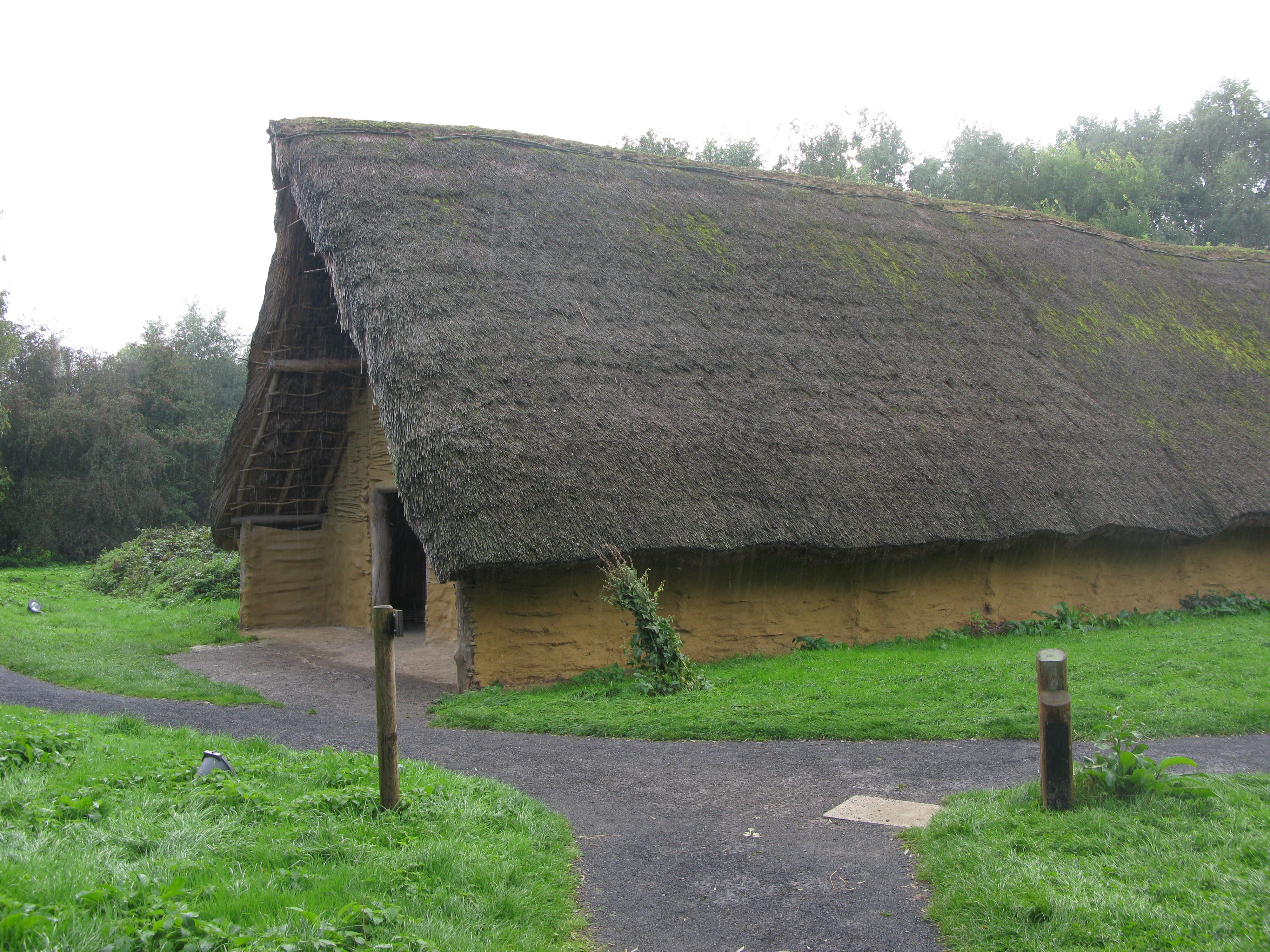
Nachbau

Balbridie Hall war ein großes neolithisches Holzhaus (englisch Timber Hall) in Aberdeenshire in Schottland. Seine Spuren wurden im Jahr 1976 durch Luftaufnahmen eines Ackers bei Banchory unweit des River Dee nahe der Straße B9077 entdeckt. Die Aufnahmen zeigten eine rechteckige Struktur von etwa 26,0 m × 13,0 m, mit einer Reihe innerer Strukturen. Das Haus zählt zu den frühesten bekannten Häusern in Schottland und datiert auf etwa 3600 v. Chr.
Das Gebäude wurde zwischen 1977 und 1980 von Nicholas Reynolds und Ian Ralston ausgegraben. Einer der Faktoren für die Auswahl des Grabungsortes war die hohe Auflösung der Luftaufnahmen. Der Austausch der Hölzer bezeugt eine lange Lebensdauer des Gebäudes, das etwa 3250 v. Chr. abbrannte.
Kleinfunde wurden nur wenige gemacht; Feuersteine, Scherben einer Art Unstan Ware und wenige verbrannten Knochen. Emmer war die wichtigste Getreideart (80 %), gefolgt von Nacktgerste (18 %) und Nacktweizen (Triticum aestivum sp., 2 %). Außerdem wurden Flachs, wilder Hafer, Holzäpfel und Haselnüsse gefunden.